# Kawasaki Heavy Industries
La Kawasaki Heavy Industries, Ltd. (川崎重工業株式会社?, Kawasaki Jūkōgyō Kabushiki-gaisha) (o semplicemente Kawasaki o KHI) è un vasto conglomerato industriale giapponese produttore di una vasta gamma di prodotti. I quartieri generali dell'azienda sono situati sia a Kōbe (Giappone) sia a Tokyo.

## Storia
Il nome "Kawasaki Heavy Industries" deriva da quello del fondatore Shozo Kawasaki e non ha, invece, alcun legame con quello della città di Kawasaki. L'azienda è stata fondata nel 1896 come cantiere navale, espandendosi in seguito in molti altri settori.
Le linee di prodotto maggiormente note (perché dirette al mercato dei consumatori privati) sono quelle delle moto e dei veicoli fuoristrada (ATV), sebbene l'azienda costruisca anche trattori, treni, robot industriali ed attrezzature aeronautiche tra le quali velivoli militari.

## Prodotti

### Aerospaziali

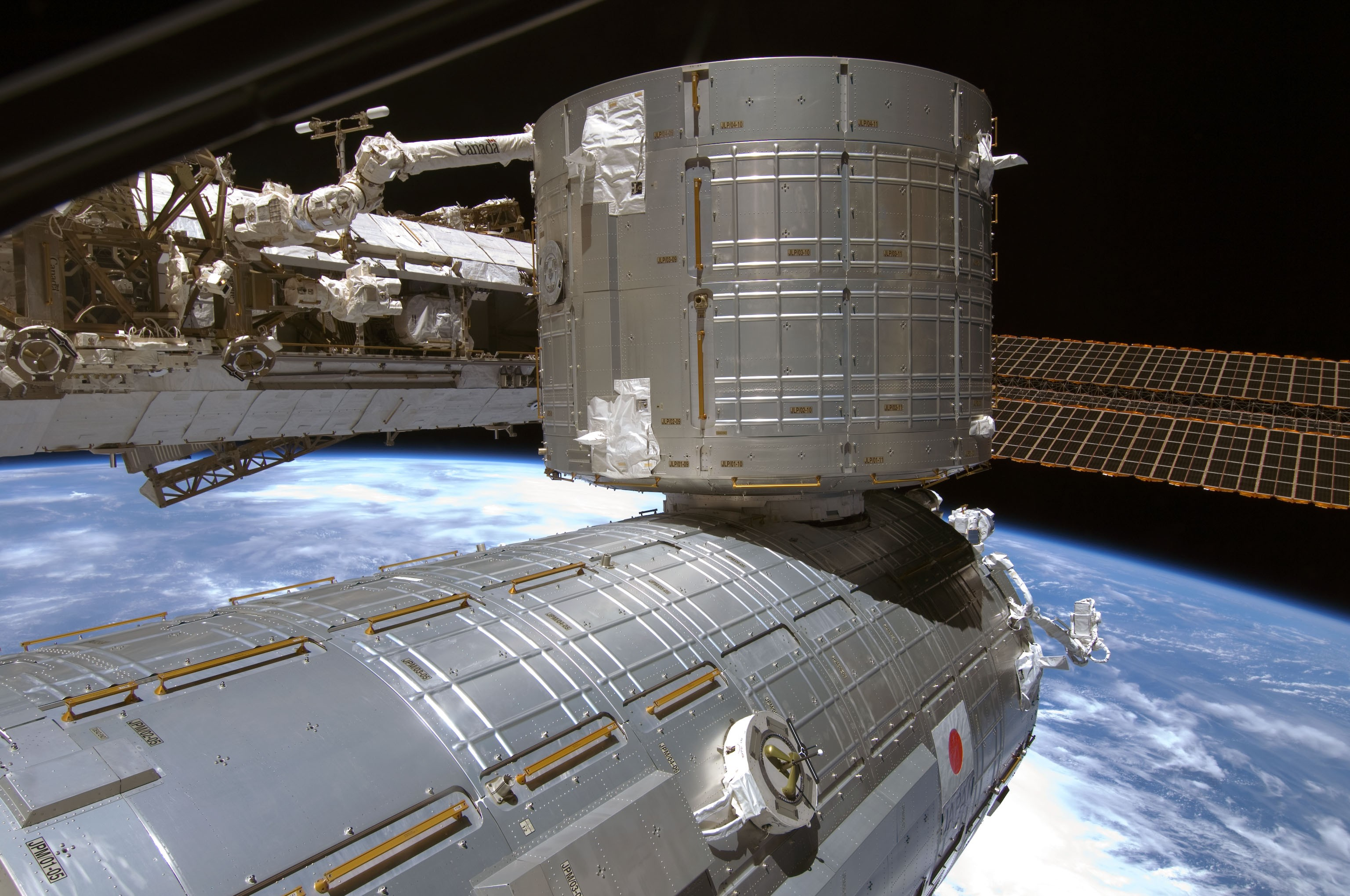
Il modulo sperimentale giapponese Kibō (きぼう, 'Speranza')

Kawasaki ha una vasta gamma dell'industria aerospaziale. La società è un appaltatore del Ministero della Difesa giapponese e ha costruito velivoli come l'aereo da trasporto C-1, l'addestratore a reazione intermedia T-4 e l'aereo da pattuglia di guerra antisottomarino P-3C. Dal 2007 ha costruito il velivolo da pattugliamento marittimo P-1 e dal 2010 ha costruito il velivolo da trasporto C-2. È anche coinvolta nello sviluppo e nella produzione internazionale congiunto di motori turbofan per aerei passeggeri come il V2500, l'RB211/Trent, il PW4000 e il CF34.
Kawasaki lavora anche per la Japan Aerospace Exploration Agency. L'azienda è stata responsabile dello sviluppo e della produzione delle carenature del carico utile, dei raccordi di attacco del carico utile (PAF) e della costruzione del complesso di lancio per il razzo H-II. Continua a fornire servizi per il razzo H-IIA.
Kawasaki ha anche partecipato a progetti come lo sviluppo di veicoli di lancio riutilizzabili per veicoli spaziali che gestiranno il futuro trasporto spaziale, progetti di robotica spaziale come il modulo sperimentale giapponese per la Stazione spaziale internazionale, l'aereo orbitante sperimentale HOPE-X cancellato e il meccanismo di aggancio per l'ETS-VII.

### Materiale rotabile

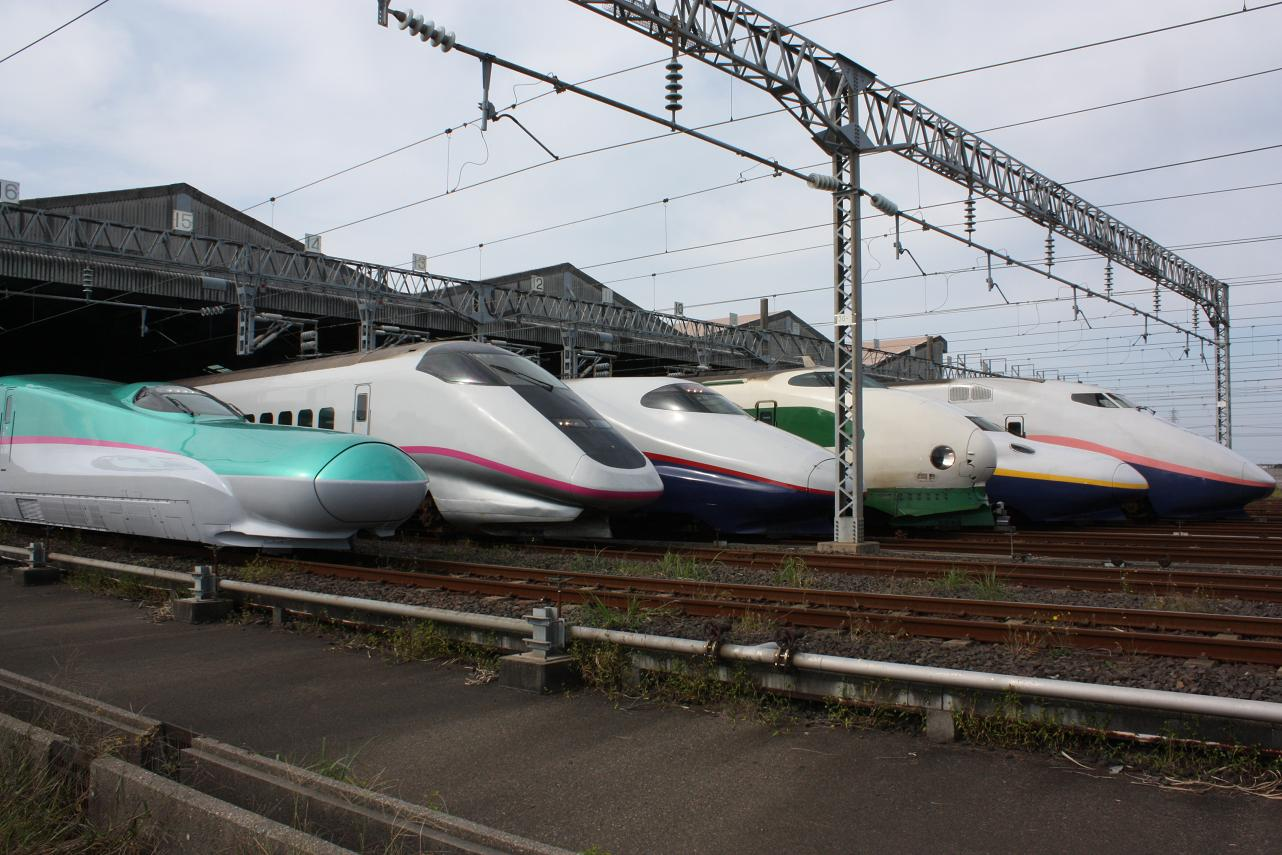
Formazione dei treni JR East Shinkansen, ottobre 2009

Kawasaki è il più grande produttore giapponese di materiale rotabile. Ha iniziato ad operare nel settore nel 1906. Produce treni espressi e pendolari, vagoni della metropolitana, treni merci, locomotive, monorotaie e nuovi sistemi di trasporto. Kawasaki è anche coinvolta nello sviluppo e nella progettazione di treni ad alta velocità come lo Shinkansen giapponese.

### Cantieristica navale

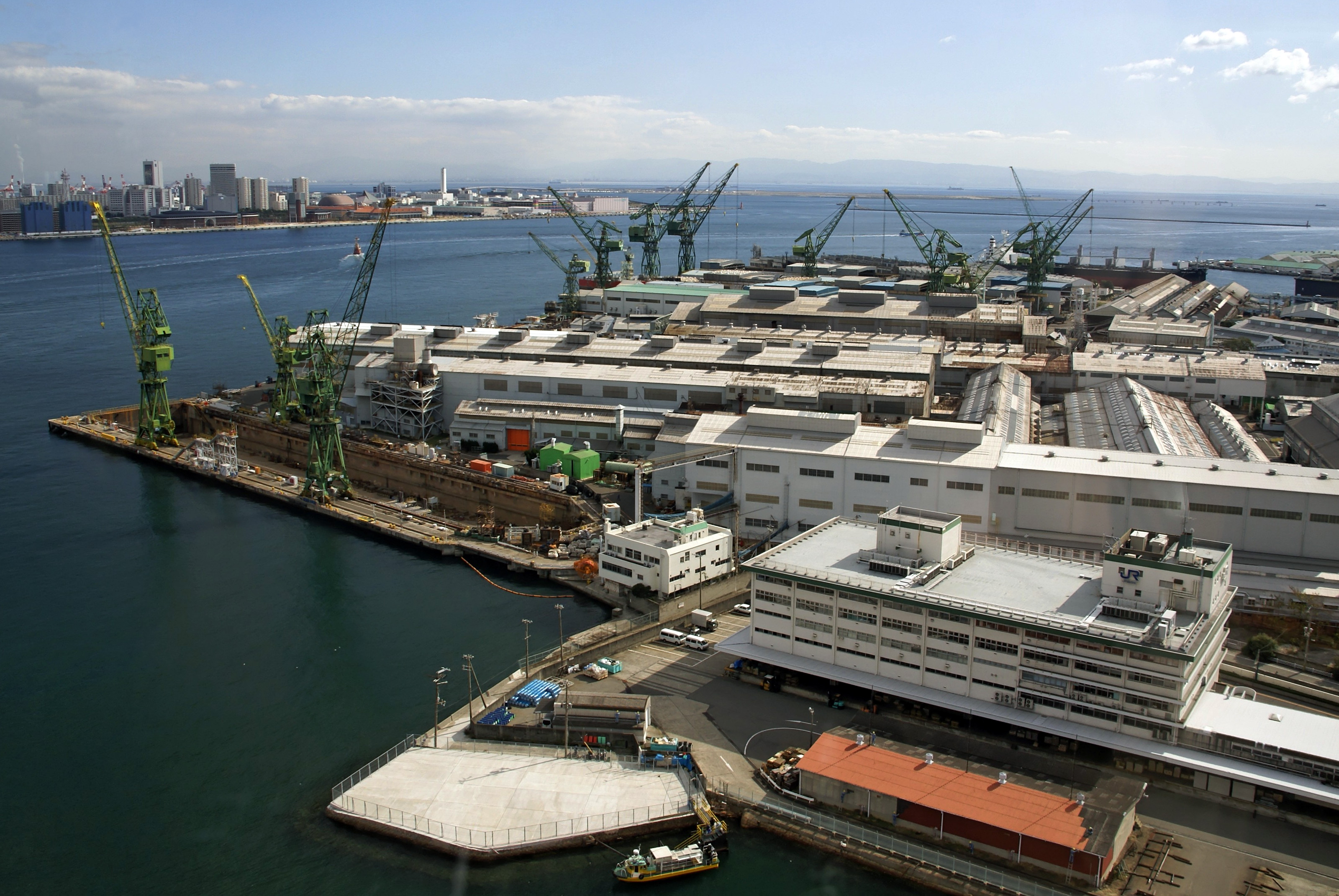
Kawasaki Shipbuilding Corp – Kobe Works

La cantieristica navale è l'industria storica in cui è stata creata e sviluppata la Kawasaki Heavy Industries, a partire dalla fondazione dell'azienda nel 1878 come Kawasaki Dockyard Co.
Kawasaki Shipbuilding Corporation è una consociata interamente controllata di Kawasaki Heavy Industries. La sua gamma di prodotti comprende navi ad alte prestazioni per GNL e GPL, navi portacontainer, portarinfuse e VLCC, nonché sottomarini.
Kawasaki produce anche macchinari e attrezzature marine, inclusi motori principali, sistemi di propulsione, scatole di governo, macchine da coperta e da pesca.
Kawasaki Shipbuilding Corp – Kobe Works Kawasaki ha cantieri navali a Kobe e Sakaide, Kagawa. (Prefettura di Kagawa). La società costruisce anche navi nell'ambito di joint venture con COSCO in Cina, ovvero la Nantong COSCO KHI Ship Engineering Co., Ltd.(NACKS), a Nantong, in Cina, e la Dalian COSCO KHI Ship Engineering Co., Ltd.(DACKS), a Dalian, Cina.

### Impianti e impianti energetici
L'offerta chiave di Kawasaki sono le turbine a gas ad alte prestazioni. L'azienda è anche coinvolta nello sviluppo di nuove fonti energetiche alternative ai combustibili fossili come la generazione di energia eolica, la generazione di energia da biomasse, i sistemi fotovoltaici e le batterie ricaricabili.

### Equipaggiamento industriale
Kawasaki sviluppa e costruisce una vasta gamma di impianti e attrezzature industriali, inclusi grandi impianti per cemento, prodotti chimici e metalli non ferrosi, motori primi e macchinari compatti di precisione. Offre inoltre ingegneria impiantistica industriale dalla progettazione alla vendita.

### Ambiente e riciclaggio
Kawasaki è coinvolta nello sviluppo di apparecchiature che prevengono l'inquinamento in un'ampia gamma di settori. Tra i prodotti di punta vi sono i sistemi di desolforazione e denitrificazione dei gas combustibili e i sistemi di movimentazione delle ceneri. L'azienda fornisce inoltre impianti di incenerimento dei rifiuti urbani, sistemi di gassificazione e fusione, impianti di trattamento delle acque reflue e impianti di incenerimento dei fanghi.

### Infrastruttura
La storia di Kawasaki nella costruzione di strutture in acciaio abbraccia più di un secolo, con la costruzione di ponti tra le sue prime attività. L'azienda offre gestione dello stoccaggio per GNL.

### Trasporto
Kawasaki produce motociclette, moto d'acqua, quad e automobili. Le motociclette Kawasaki includono le moto sportive Ninja e gli incrociatori, le motociclette a doppio uso e da motocross, nonché i veicoli utilitari, gli ATV e i motori a benzina per uso generale. La "Jet Ski" di Kawasaki è diventata un marchio generico per qualsiasi tipo di moto d'acqua.

## Divisioni del gruppo
- Kawasaki Heavy Industries Aerospace Company, costruzioni aerospaziali
- Kawasaki Heavy Industries Rolling Stock Company, costruzione di materiali rotabili ferroviari
- Kawasaki Shipbuilding Corporation, costruzioni navali
- Kawasaki Heavy Industries Motorcycle & Engine, costruzioni automobilistiche e motociclistiche

## Associate e filiari
- K-Tec Corp.
- KGM (Kawaju Gifu Manufacturing) Co., Ltd.

## Sedi internazionali
- Kawasaki Marine Machinery Co. Ltd. (Wuhan)
- Kawasaki Robotics Co. Ltd. (Tianjin, China
- Kawasaki Gas Turbine Europe GmbH
- Kawasaki Heavy Industries (Europe) B.V.